# Tarawasi
Tarawsi, Complejo arqueológico de Tarawasi o Limatambo es un yacimiento arqueológico en Perú. Está localizado a 72 km de la ciudad del Cusco, en la margen izquierda del río Colorado en el distrito de Limatambo, provincia de Anta y departamento de Cusco.
El nombre Tarawasi viene de dos palabras quechuas, la primera tara, se refiere a un arbusto nativo (Caesalpinia spinosa) y wasi a casa.
Tarawasi tenía la finalidad de ser un centro ceremonial que se ubicaba en el comienzo del Chinchaysuyo, su templo principal se encuentra asentado sobre un Ushnu, con graderías de acenso por la parte media del andén inferior que lleva al segundo, esta tiene la forma de “U” viendo en planta. Se cree que también fue construido con la finalidad de ser una zona de descanso en la ruta hasta el Chinchaysuyo.

## Estructura
Las piedras usadas para la edificación de Tarawasi son piedras andesitas talladas de forma octogonal y pulidas finamente, de tal manera que las uniones entre estas son perfectas, a base de estas piedras, las construcciones de ventanillas alcanzan el tamaño de un hombre; así como la presencia de un grabado que pareciera revelar un motivo floral. Este estilo es denominado "Inca celular"; justamente Tarawasi se encumbra como su mejor exponente. 

Sobre el palacio de Tarawasi se encuentra los restos de una hacienda colonial llamada Sondor.

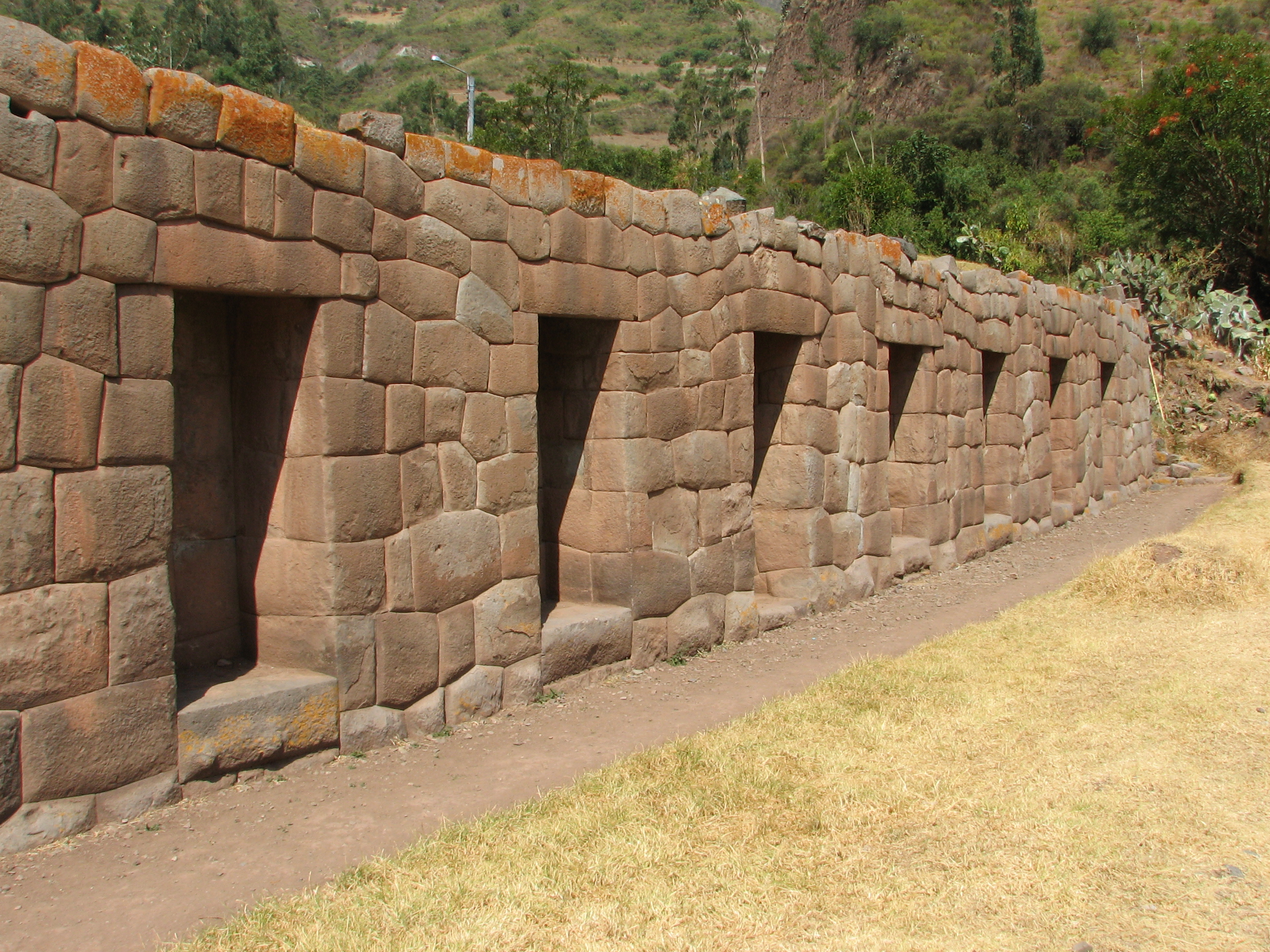
Vista más cercana del muro
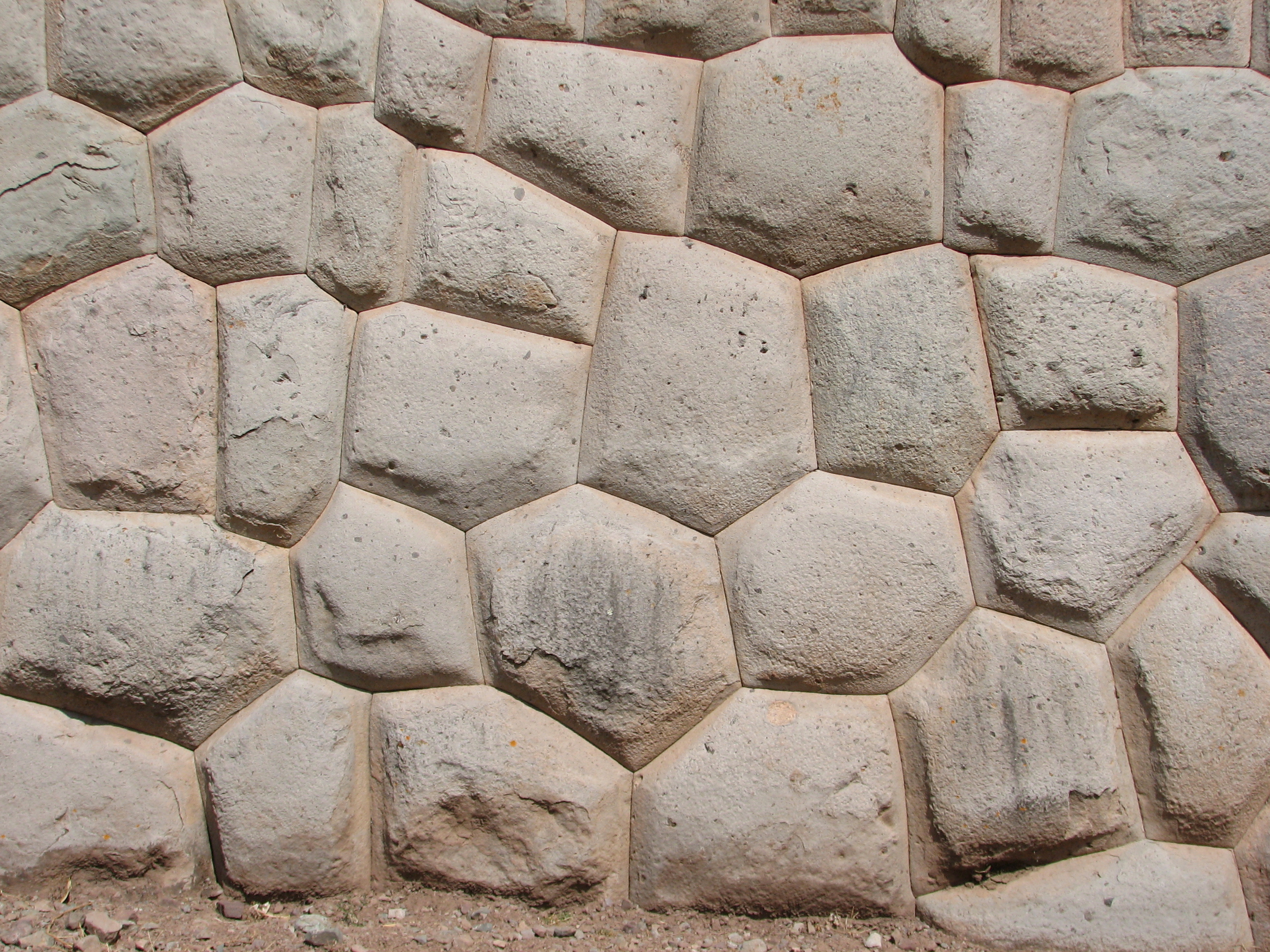
Las piedras utilizadas para el muro